# Har Birija
Har Birija (hebrejsky: הר ביריה) je hora o nadmořské výšce 955 metrů v Izraeli, v Horní Galileji.
Leží na severním okraji města Safed, nedaleko hory Har Kana'an. Jižně od jejího vrcholku se nalézá vesnice Birija, na jihovýchodní straně leží čtvrť Safedu Kirjat Sara, na straně východní pak čtvrť Merom Kana'an-Ibikur. Má podobu výrazného kužele se zalesněnými svahy. Lesní komplex pak pokračuje na sever od vrcholku hory (Les Birija). Na západní straně terén spadá prudce do údolí vádí Nachal Amud, do kterého ústí ze svahů hory vádí Nachal Birija.
Během Druhé libanonské války v roce 2006 dopadly na Les Birija rakety vypálené z Libanonu a vzniklé požáry pak zničily velkou část lesních porostů v okolí hory. Spolu s lesními porosty v horách Naftali šlo o nejvíce poničené lesy v Izraeli během tohoto konfliktu. Ještě v roce 2007 zahájil Židovský národní fond akci na obnovu lesa na svazích Har Birija.